# Первомайский парк (Уфа)
Парк культуры и отдыха «Первомайский» находится в Калининском районе Уфы у пересечения улиц Орджоникидзе и Машиностроителей в самом конце Первомайской улицы.

## История
Парк «Первомайский» — один из красивейших парков Уфы. Парк создан в 1991 г. как Парк культуры и отдыха «Калининский», а свое название -Парк культуры и отдыха «Первомайский» получил в 2006 г. В ходе реорганизации в 2021году Парк вошел с состав Муниципального унитарного предприятия «УФАПАРК» городского округа города Уфа Республики Башкортостан. Парк расположен сразу за ДК « Моторостроитель» и ограничен улицами Орджоникидзе, Машиностроителей и Черниковская. Парк является популярным местом отдыха жителей Уфы. В 2019-2020 г. в Парке проведен капитальный ремонт и комплексное благоустройство. Площадь парка составляет 10 га. Парк поделен на зоны. Зона активного отдыха для детей, где располагается самая большая спортивно — игровая площадка в городе Уфе. Зона для занятия спортом — многофункциональная спортивная площадка объединяет в себе поле для нескольких игровых видов спорта: футбол, волейбол, баскетбол, хоккей, теннис, бадминтон, спортивная площадка Workout со спортивными тренажерами, Скейт парк. Зона спокойного отдыха у воды, сердцем парка является озеро «Тепличное» со световым фонтаном, береговая линия озера обустроена амфитеатром. Зона культурно — массовых мероприятий для этого установлена новая современная сцена По периметру парка продолжена тропа «Здоровья» и велодорожка.